# Barnmisshandel i Sverige (utställning)
Barnmisshandel i Sverige var en vandringsutställning som producerades av Bris, Barnens rätt i samhället, och som övertogs och distribuerades av den statliga myndigheten Riksutställningar. Utställningen hade formen av en affischutställning – bestående av 40 skärmar – och premiärvisades i Stockholm 1971.

## Bakgrund och tema
'Barnmisshandel i Sverige' hade som syfte att starta debatt kring misshandel av barn och vad som kunde göras för att minska problemet. Utställningen var en del av bildandet av Bris 1971 och kom senare att åka på turné med hjälp av Riksutställningar.

I ett brev till Riksutställningar skrev Bris ordförande Berit Hedeby, 1971-08-26:
Vi har bildat en aktionsgrupp mot barnmisshandel och vår första åtgärd blir en utställning med namnet Barnmisshandel i Sverige som öppnar 27 september i Kulturhuset och pågår i två veckor. Eftersom det är vår mening att denna utställning ska ge upphov till en debatt om problemet barnmisshandel liksom aga och barnuppfostran tycker vi att et vore viktigt om utställningen kunde bli en vandringsutställning. Det är kanske framför allt i landsorten som en debatt måste väckas./.../detta brev är en anhållan om att Riksutställningar ville träda in och helt enkelt överta utställningen.

### Barnmisshandel som debattämne
Arbetet som ledde till Barnmisshandel i Sverige tar avstamp i statistiken om barnmisshandel från den tiden. Som en del av utställningen ingick ”Aga och misshandel – en ny Sifoundersökning”, daterad september 1971. I redogörelsen för undersökningen anges bland annat följande:
Efter en lagändring 1966 finns inte längre någon rätt för föräldrar eller andra vårdnadshavare att tillgripa våld mot barn. Om föräldrar använder sig av kroppsliga bestraffningar riskerar de att göra sig skyldiga till lagbrott och aga bedöms enligt bestämmelser om misshandel i brottsbalken. Det påpekas emellertid i Socialstyrelsens råd och anvisningar att ”obetydliga kroppsliga tillrättavisningar inte kan anses som misshandel”, men samtidigt betonas det olämpliga i att använda sådana. Lagen har varit i kraft i fem år, men allmänhetens kunskap om den är fortfarande ganska bristfällig/.../
Texten fortsätter:
Först under de senaste femton åren har barnmisshandel på allvar uppmärksammats. Det har säkert förekommit tidigare men allmänheten, läkare, socialvårdare etc. ville gärna tro att barn inte utsattes för så grova övergrepp och antog att de fysiska skadorna uppkommit på annat sätt. Oftast rör det sig om små barn som själva inte kunnat redogöra för den behandling de utsatts för. I den statliga utredningen om barnmisshandel redovisas totalt 119 fall som vårdats under åren 1957-1966./.../Våld mot barn upprör allmänheten och många säger att de skulle vilja ingripa om de fick kännedom om något fall av barnmisshandel i omgivningen eller bekantskapskretsen./.../Den forskning som här redovisats pekar klart på behovet av bättre information om lagen och på behovet av uppföljning av dess efterlevnad./.../
De ansvariga för utställningen påverkades också av den nyutkomna debattboken Det misshandlade barnet av Birgitta Pierre, flitigt omskriven i pressen vid tidpunkten.

## Produktion
Utställningen innehöll beskrivningar av autentiska fall av barnmisshandel, i Sverige. Den innehöll också Bris förslag till hur Sveriges politiker skulle kunna agera mot misshandel, men även komma med tips till den enskilde om vad som kunde göras för att förbättra situationen.
De flesta affischerna bestod av lättlästa texter, men utställningen innehöll också bilder ur rättsläkarrapporter och bilder av KW Gullers och Beata Bergström av barn i harmoniska miljöer.
Från början var tanken att Barnmisshandel i Sverige skulle bestå av cirka 52 skärmar i formatet 70 gånger 100 centimeter, 14 bildskärmar och resten textskärmar. Skärmarna skulle bestå av fotopapper monterat på kartong.
Ambitionerna fick i den färdiga utställningen skalas ner en smula. Den färdiga utställningen kom i en mapp med följande innehåll:
- 40 svartvita affischer i formatet 50 gånger 70 centimeter, tryckta på 260 grams kartong. Av de 40 affischerna var 11 skärmar med bilder och resten skärmar med text.
- 15 affischer som skulle användas för att berätta (affischera) om utställningen.
- 1 exemplar av Bris Sifo-undersökning, som sedan fick reproduceras av den lokala utställaren (mottagaren) i önskat antal. Undersökningen ingick i utställningen och skulle delas ut gratis till besökarna.

Affischutställningen producerades i 200 exemplar. En större efterfrågan än förväntat, från bland annat skolor, ledde till att upplagan fick utökas.

### 40 skärmar
De 40 skärmarna som ingick i utställningen hade följande rubriker:
1. Vad är meningen med utställningen.
2. Bild. Dödsmisshandlat barn på filt.
3. Var går gränsen mellan aga och misshandel.
4. Sifo blev chockade.
5. Inget åtal följde.
6. inget åtal följde forts.
7. Agneta 15 år.
8. Agneta 15 år forts.
9. Bild. Pojke, ihjälsvulten.
10. Vad barnavårdsnämnden inte ser.
11. Bild. Badrum med pojke, m.m.
12. Camilla Odhnoff.
13. Pojken i garderoben.
14. Pojken i garderoben forts.
15. Pojken i garderoben forts.
16. Pojken i garderoben forts.
17. Bild. Pojkhuvud med ”blåöga”.
18. Vi vet inget.
19. Misshandel som inte syns utanpå.
20. Vad säger lagen.
21. Lennart Geijer.
22. Syskonen.
23. Syskonen forts.
24. Syskonen forts.
25. Syskonen forts.
26. Bild. Mamma och barn.
27. Samhällets synder.
28. Gunnar Sträng.
29. Bild. Pojke med pappersdrake.
30. Det är svårt att vara föräldrar.
31. Bild. Pappa med två barn.
32. Lite dask gör folk av ungarna.
33. Jag grep in.
34. Bild. Flicka med mapp.
35. Glöm det inte.
36. Bild. Mamma med barn och bok.
37. Du vet.
38. Vad är Bris.
39. Vad vill Bris.
40. Bild. Flicka med krans i håret.

En av fördelarna med Barnmisshandel i Sverige var att formatet gjorde utställningen lätt att placera. Skärmarna var upptill försedda med två hål för att kunna hängas upp eller fästas på en vägg. De 40 affischerna krävde en yta på längden på cirka 25 meter.
För de som önskade kunde Riksutställningar erbjuda vita wellpappskärmar, för att visa utställningen på. En komplett sats bestod av 15 skärmar, 1780 gånger 780 millimeter, förpackade i kartong. Medföljde gjorde 100 vingmuttrar, 100 skruvar och 200 brickor för monteringen, liksom monteringsanvisningar och förslag om hur skärmarna kunde användas. Priset var 100 kronor inklusive frakt. Moms tillkom.

### Produktionsteamet
Projektledare: Per Kåks.

## Turné
Barnmisshandel i Sverige hade premiär på Kulturhuset i Stockholm på hösten 1971 och visades därefter på ett antal platser i Sverige.

## Reaktioner
Vi, nr 40, 1971:
Barnmisshandel är inte ovanligt i Sverige. En del forskare anser att det för varje upptäckt fall kanske finns 100 som aldrig anmäls. Och visst blir vi upprörda när vi läser om barnmisshandel – men det är ändå inte många som gör något åt det. En av dem som upprörts och som handlat är sångerskan Berit Hedeby – hon är initiativtagare till Föreningen Barnens rätt i samhället, BRIS, som nu vill väcka folk med en utställning och med debatter i Kulturhuset i Stockholm.
Arbetet, 1972-02-11:
På Osby Folkbibliotek pågår just nu en utställning om barnmisshandel. För arrangemanget svarar ABF och det är BRIS (Barnens rätt i samhället) som producerat utställningsmaterialet. Distributionen svarar Riksutställningar för./.../ABF-ordföranden Lisbeth Bengtsson tycker ämnet är angeläget. – Tyvärr är väl barnaga inte ovanligt fortfarande. Jag minns från min egen skoltid att lärare propagerade för denna underliga form av uppfostran. – Ämnet behöver ventileras ordentligt och rensas ut från gamla fördomar och slentriantänkande. Jag tänker jobba hårt för att få igång cirklar till hösten./.../
Nerikes Allehanda, 1972-09-15:
En utställning som har alla förutsättningar att ruska om besökaren, göra honom upprörd och engagerad, gästar Laxå bibliotek nästa vecka. Utställningen –  Barnmisshandel i Sverige – har producerats av föreningen BRIS, Barnens Rätt i Samhället. Riksutställningar är distributör och lokal arrangör ABF. Utställningen orsakade stort uppseende då den premiärvisades i Stockholm förra hösten. Publiktillströmningen var stor och debattens vågor gick höga. Barnmisshandel i Sverige är en realitet – det visar inte minst det skakande bildmaterial som utställningen är uppbyggd kring. BRIS menar, att samhället blir allt barnovänligare och med utställningen vill man bevisa detta och få igång en debatt om barnens villkor i samhället./.../
Nya Norrland, 1972-09-27:
”Pojke i Göteborg, 3 år. Lämnad ensam och inlåst. Död av svält och törst. Pojken och hans mor levde på socialhjälp, kontakt med samhället fanns alltså. Ändå tog det en månad, innan den döde pojken hittades i badrummet av portvakten. Vad gjorde socialvården? Lade lappar i brevlådan...” Ovanstående korta beskrivning av en ohygglig händelse mitt i välfärdssamhället ingår i den utställning om barnmisshandel i Sverige – producerad av Föreningen Barnens Rätt i Samhället (BRIS) och arrangerad av Riksutställningar – som just nu visas i Härnösands Stadsbibliotek. Det här är förvisso ett ovanligt ämne för en bild- och textutställning. Men utställningen är därför inte mindre angelägen. Den är mycket, mycket angelägen! Den tecknar en skakande, upprörande, chockerande bild av svenska barns oförskyllda lidanden./.../

## Ekonomi
Den som ville beställa Barnmisshandel i Sverige fick betala 110 kronor. Tillkom gjorde kostnader för moms och frakt.
Budgeten för utställningen beräknades preliminärt till totalt 21 000 kronor.